# Merimetsa

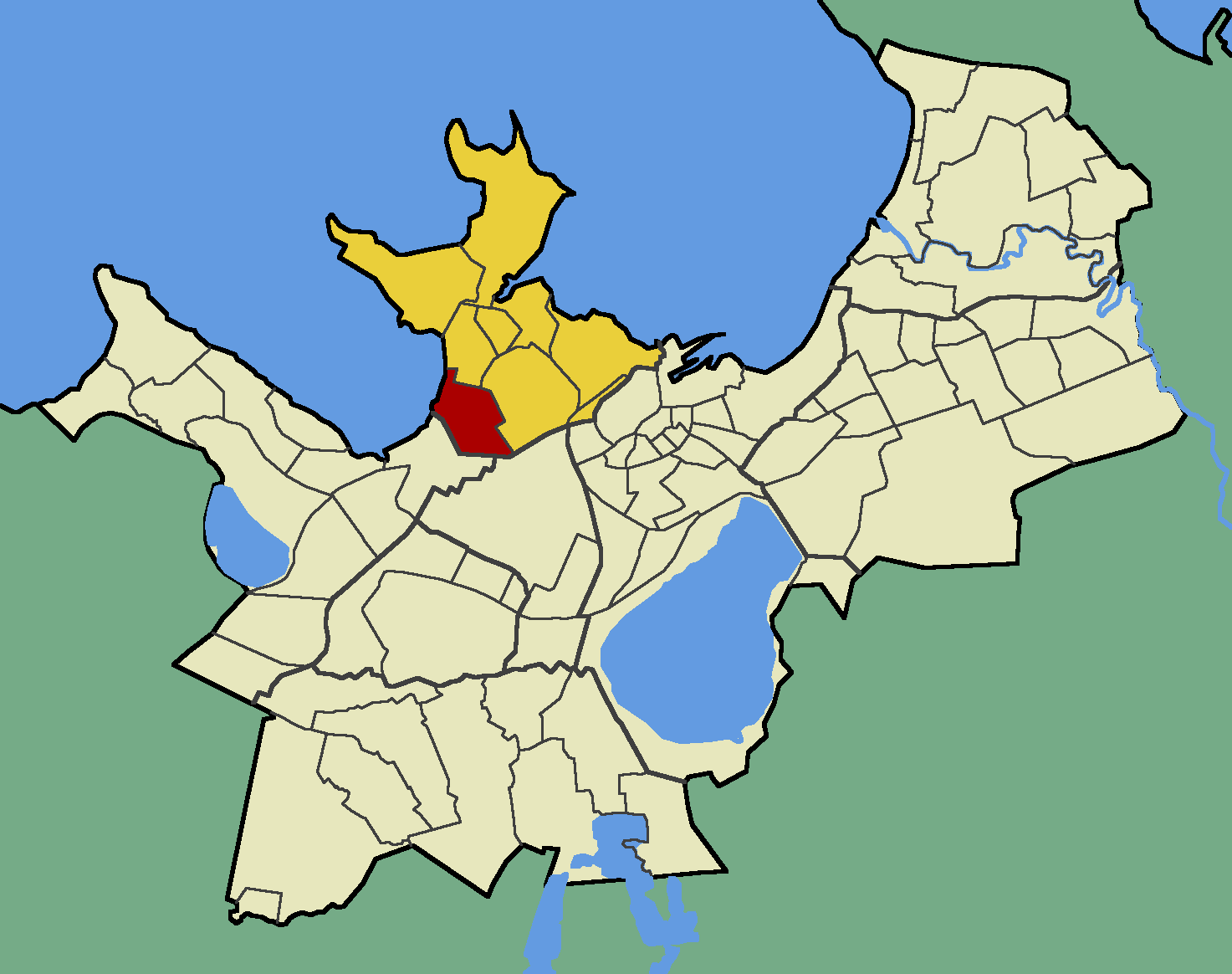
Lage von Merimetsa (rot) im Tallinner Stadtteil Põhja-Tallinn (gelb)

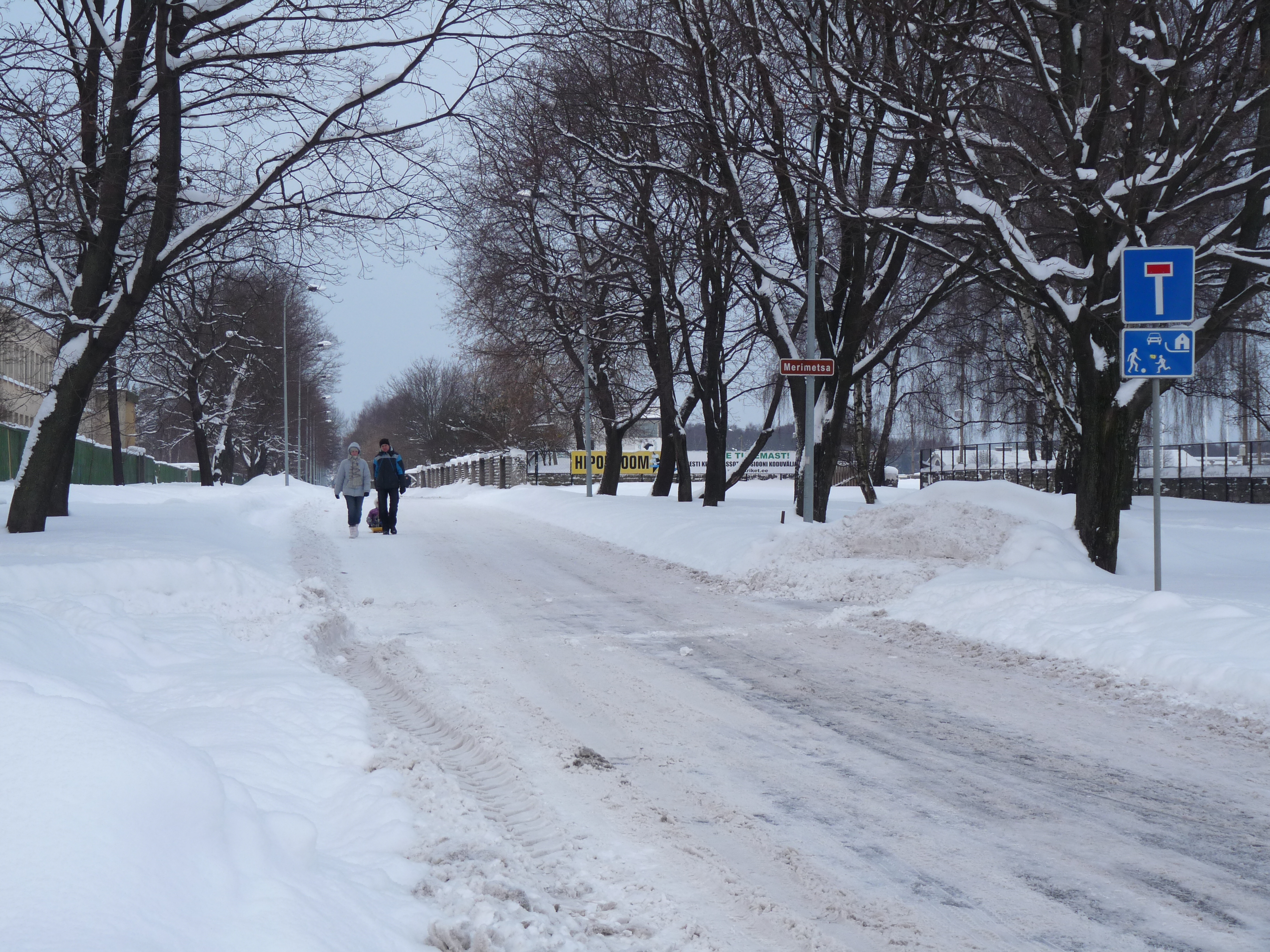
Merimetsa im Winter

Merimetsa ist ein Stadtbezirk (estnisch asum) der estnischen Hauptstadt Tallinn. Der Bezirk liegt im Stadtteil Põhja-Tallinn.

## Bezirk
Der Strand von Stroomi (Stroomi rand) ist ein beliebtes Ausflugsziel der Tallinner Bevölkerung. Der Stadtbezirk liegt direkt an der Ostsee an der Bucht von Kopli (Kopli laht).
Der Bezirk ist mit nur 13 Einwohnern sehr dünn besiedelt. Waldparks und Naturflächen prägen die Landschaft. Der Name des Stadtbezirks bedeutet auf Estnisch wörtlich „Seewald“.
Bekannt ist Merimetsa für das Tallinner Trabrennbahn Hipodroom. In Merimetsa befinden sich seit 1970 eine psychiatrische Klinik sowie weitere medizinische Einrichtungen.